# Шожым
Шожым (Шожим-Ю) — река в России, протекает по Республике Коми. Устье реки находится в 673 км по левому берегу реки Вычегда. Длина реки составляет 28 км. В 23 км отустья по правому берегу впадает река Доръёль.

## Данные водного реестра
По данным государственного водного реестра России относится к Двинско-Печорскому бассейновому округу, водохозяйственный участок реки — Вычегда от истока до города Сыктывкар, речной подбассейн реки — Вычегда. Речной бассейн реки — Северная Двина.
Код объекта в государственном водном реестре — 03020200112103000016170.